# Quần đảo Coco
Quần đảo Coco (Coco Islands) là một quần đảo ở phía tây nam tỉnh Yangon, Myanmar, phía đông giáp biển Andaman, phía nam nhìn ra quần đảo Andaman và Nicobar của Ấn Độ, phía tây giáp vịnh Bengal. Quần đảo Coco chủ yếu bao gồm đảo Coco Lớn, đảo Coco Nhỏ và các đảo nhỏ khác. Quần đảo Coco có diện tích là 20,54 kilômét vuông, trong đó diện tích của đảo Coco Lớn là 14,57 kilômét vuông. Quần đảo Coco ở vào trung tâm khu vực do tỉnh Vân Nam, Ấn Độ, Sri Lanka và Malacca hợp thành, có vị trí chiến lược cực kì trọng yếu.

## Vị trí địa lí
Quần đảo Coco ở vào Đông Ấn Độ Dương, thuộc một bộ phận của quần đảo Andaman, bị eo biển Coco ngăn cách với quần đảo Andaman và Nicobar. Quần đảo cách đảo Bắc Andaman 39,7 kilômét về phía nam, cách đất liền Myanmar 250 kilômét, cách đảo Preparis 77 kilômét về phía bắc. Quần đảo do đảo Coco Lớn, đảo Coco Nhỏ và hơn 10 đảo nhỏ lân cận hợp thành. Đảo Coco Lớn có hình dạng hẹp và dài, theo hướng nam bắc, dài khoảng 12 kilômét, chỗ rộng nhất 2 kilômét, diện tích 14,57 kilômét vuông, địa thế phía tây cao phía đông thấp, chiều cao tối đa cách mặt biển là 82 mét. Đảo Coco Nhỏ cách đảo Coco Lớn 15,57 kilômét về phía tây nam, dài khoảng 4 kilômét, rộng 1 kilômét, diện tích 4,44 kilômét vuông, bị eo biển Alexandra ngăn cách với đảo Coco Lớn.

## Nhân khẩu
Trên đảo Coco Lớn có hơn 200 ngôi nhà, tổng nhân khẩu khoảng 1.200 người. Một hồ chứa nước cỡ lớn có lưu vực nước đủ chi viện nhân khẩu trên đảo.
Có một căn cứ hải quân ở quần đảo, thuộc đơn vị số 28 của Hải quân Myanmar. Nó có khoảng 200 binh sĩ và người nhà của họ.

## Khí hậu
Quần đảo Coco có khí hậu nhiệt đới gió mùa (loại Am theo phân loại khí hậu Köppen). Bốn mùa trong một năm nhiệt độ đều rất ấm áp. Mùa khô từ tháng 12 đến tháng 3, mùa mưa từ tháng 4 đến tháng 11. Mưa lớn vào tháng 9, lượng mưa trung bình 761 milimét.
| Dữ liệu khí hậu của Coco Islands (1981–2010) | Dữ liệu khí hậu của Coco Islands (1981–2010) | Dữ liệu khí hậu của Coco Islands (1981–2010) | Dữ liệu khí hậu của Coco Islands (1981–2010) | Dữ liệu khí hậu của Coco Islands (1981–2010) | Dữ liệu khí hậu của Coco Islands (1981–2010) | Dữ liệu khí hậu của Coco Islands (1981–2010) | Dữ liệu khí hậu của Coco Islands (1981–2010) | Dữ liệu khí hậu của Coco Islands (1981–2010) | Dữ liệu khí hậu của Coco Islands (1981–2010) | Dữ liệu khí hậu của Coco Islands (1981–2010) | Dữ liệu khí hậu của Coco Islands (1981–2010) | Dữ liệu khí hậu của Coco Islands (1981–2010) | Dữ liệu khí hậu của Coco Islands (1981–2010) |
| Tháng                                        | 1                                            | 2                                            | 3                                            | 4                                            | 5                                            | 6                                            | 7                                            | 8                                            | 9                                            | 10                                           | 11                                           | 12                                           | Năm                                          |
| -------------------------------------------- | -------------------------------------------- | -------------------------------------------- | -------------------------------------------- | -------------------------------------------- | -------------------------------------------- | -------------------------------------------- | -------------------------------------------- | -------------------------------------------- | -------------------------------------------- | -------------------------------------------- | -------------------------------------------- | -------------------------------------------- | -------------------------------------------- |
| Trung bình ngày tối đa °C (°F)               | 29.6 (85.3)                                  | 30.0 (86.0)                                  | 31.0 (87.8)                                  | 32.6 (90.7)                                  | 32.3 (90.1)                                  | 30.7 (87.3)                                  | 30.3 (86.5)                                  | 30.0 (86.0)                                  | 30.2 (86.4)                                  | 30.8 (87.4)                                  | 31.0 (87.8)                                  | 30.0 (86.0)                                  | 30.7 (87.3)                                  |
| Tối thiểu trung bình ngày °C (°F)            | 22.0 (71.6)                                  | 21.2 (70.2)                                  | 22.0 (71.6)                                  | 24.3 (75.7)                                  | 25.8 (78.4)                                  | 25.4 (77.7)                                  | 25.0 (77.0)                                  | 25.0 (77.0)                                  | 24.6 (76.3)                                  | 24.4 (75.9)                                  | 24.4 (75.9)                                  | 23.2 (73.8)                                  | 23.9 (75.0)                                  |
| Lượng Giáng thủy trung bình mm (inches)      | 2.2 (0.09)                                   | 5.2 (0.20)                                   | 13.2 (0.52)                                  | 37.0 (1.46)                                  | 240.0 (9.45)                                 | 456.3 (17.96)                                | 418.3 (16.47)                                | 438.8 (17.28)                                | 380.2 (14.97)                                | 184.3 (7.26)                                 | 138.3 (5.44)                                 | 23.0 (0.91)                                  | 2.336,8 (92.00)                              |
| Nguồn 1: Norwegian Meteorological Institute  |                                              |                                              |                                              |                                              |                                              |                                              |                                              |                                              |                                              |                                              |                                              |                                              |                                              |
| Nguồn 2: World Meteorological Organization   |                                              |                                              |                                              |                                              |                                              |                                              |                                              |                                              |                                              |                                              |                                              |                                              |                                              |

## Vị trí chiến lược

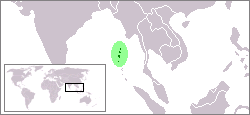
Vị trí địa lí

Quần đảo Coco là một bộ phận cấu tạo trọng yếu trong "chiến lược Chuỗi đảo ngọc trai" của Trung Quốc mà phương tiện truyền thông nước ngoài đưa tin rất nhiều, phía bắc cách tỉnh Vân Nam, Trung Quốc 1.200 kilômét, phía đông nam cách eo biển Malacca 877 kilômét, có vị trí chiến lược vô cùng trọng yếu.
Quần đảo Coco cách chỗ gần nhất của đất liền Ấn Độ 986 kilômét, chính phủ quân Myanmar đem nó cho Trung Quốc thuê làm trung tâm vệ tinh radar quan trắc, hải quân Ấn Độ hết sức nhìn nhận toàn bộ vấn đề về động thái của Trung Quốc ở Đông Ấn Độ Dương, hình thành sự ngăn trở cực lớn đối với chiến lược đông tiến của Ấn Độ. Ngoại trừ việc ngăn trở Ấn Độ, vấn đề an ninh nhập khẩu nguồn năng lượng vừa bao vây vừa quấy rối Trung Quốc suốt thời gian dài, 80% lượng nhập khẩu dầu thô của Trung Quốc đi qua eo biển Malacca, quần đảo Coco cách eo biển Malacca khá gần, giúp đỡ cực kì to lớn cho Trung Quốc đối với việc tăng cường kiểm soát eo biển Malacca và cải thiện an ninh trong chiến lược vận tải nguồn năng lượng. Ngoài ra, quần đảo Coco cách tỉnh Vân Nam, Trung Quốc chỉ 1.200 kilômét, hoàn toàn nằm trong bán kính tác chiến của chiến đấu cơ Trung Quốc, quần đảo Coco có thể dựa vào Trung Quốc đại lục mà tiến hành phòng ngự. Điểm hạn chế là quần đảo Coco cách Diglipur, Ấn Độ chỉ 39,7 kilômét, nhưng mà Diglipur cách Port Blair - thủ phủ của quần đảo Andaman và Nicobar, chỉ có 185 kilômét.

## Giao thông vận tải
Sân bay Coco Island dài 1.800 mét (mã ICAO: VYCI) nằm ở phía bắc của đảo Coco Lớn. Nó đi theo trục bắc nam gần ngôi làng của cư dân trên đảo. Sân bay mới được cải tạo gần đây. Báo chí cho biết sân bay có một số chỗ dùng làm căn cứ của Không quân Trung Quốc.